# Tjermelân
Tjermelân is een kleine buurtschap op het oostelijk deel van het Waddeneiland Terschelling en ligt tussen de dorpen Hoorn en Oosterend. Samen met de buurtschap Oosterend is het onderdeel van de "Buren van Oosterend".

## Beschrijving
Tjermelân en Oosterend liggen op het oostelijk deel van het eiland Terschelling. Vroeger lag hier het wantij, de plek waar beide vloedstromen van zowel het Bjorndiep bij het Amelander Gat als de Vliestroom tussen Vlieland en Terschelling bij elkaar komen. Nadat de Boschplaat aan het oorspronkelijke eiland Skylge vastgroeide, verplaatste het Terschellinger wantij zich oostelijk en ligt nu ter hoogte van het natuurgebied De Grië dat grenst aan de Boschplaat.
De naam Tjermelân betekent oorspronkelijk "'t Arme land" en verwijst naar de zandverstuivingen vanaf het Noordzeestrand waardoor het land hier vroeger moeilijk te bewerken en daardoor onvruchtbaar was.

## NASA/SETI meteoorcamera opstelling

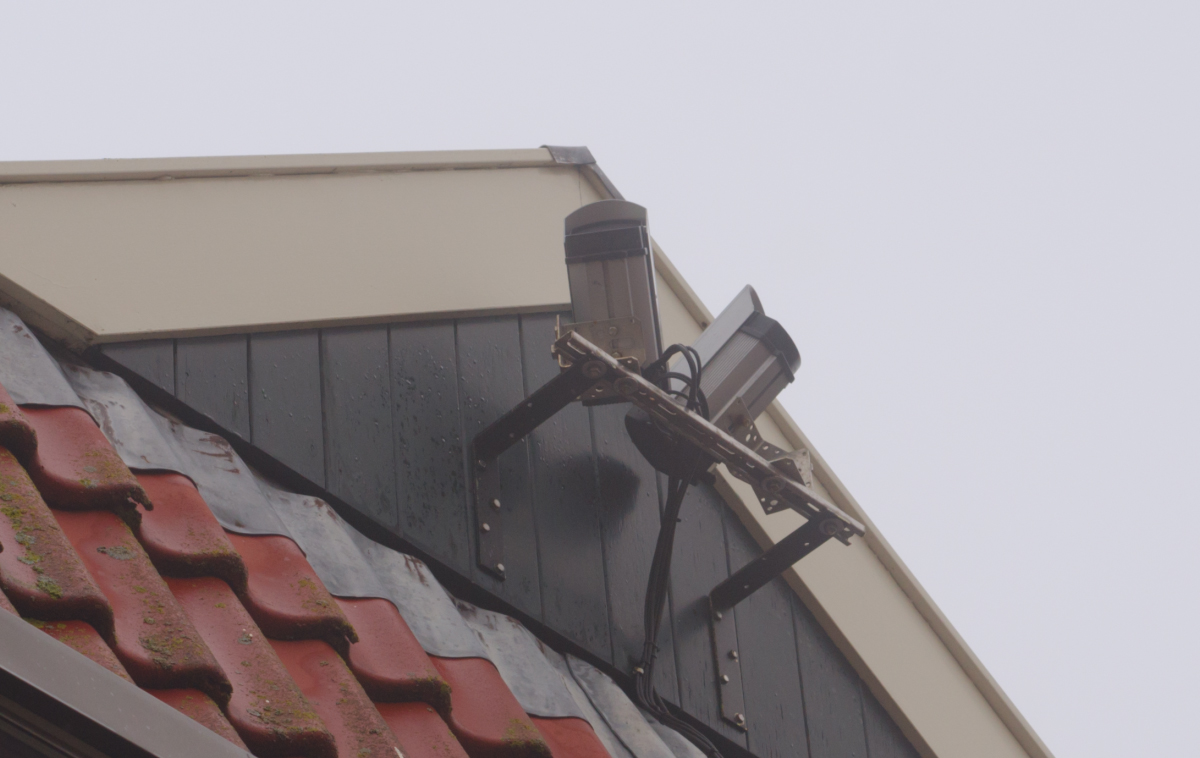
Twee van de vier volautomatische meteoorcamera's van de NASA CAMS Terschelling opstelling die opgesteld staan op het dak van de ontvangstruimte van vakantiepark Tjermelân op Terschelling.

In 2017 zijn in Tjermelân vier zogeheten volautomatische meteoorcamera's geplaatst die deel uit maken van het wereldwijde NASA/SETI All Sky Network CAMS (2).
Hiermee kan door driehoeksmeting (triangulatie) de hoogte en koers van heldere meteoren (vallende sterren) in de aardse dampkring worden bepaald.

## Zandafgraving
Ter hoogte van Tjermelân ligt naast het fietspad een kleine zandafgraving in de duinen. Deze dient om bij wateroverlast snel zand voorhanden te hebben om noodreparaties aan de dijken te kunnen uitvoeren. Tijdens het jaarlijkse Oerol locatietheaterfestival worden er in de zandafgraving regelmatig theater- en dansvoorstellingen gehouden.

## Externe link

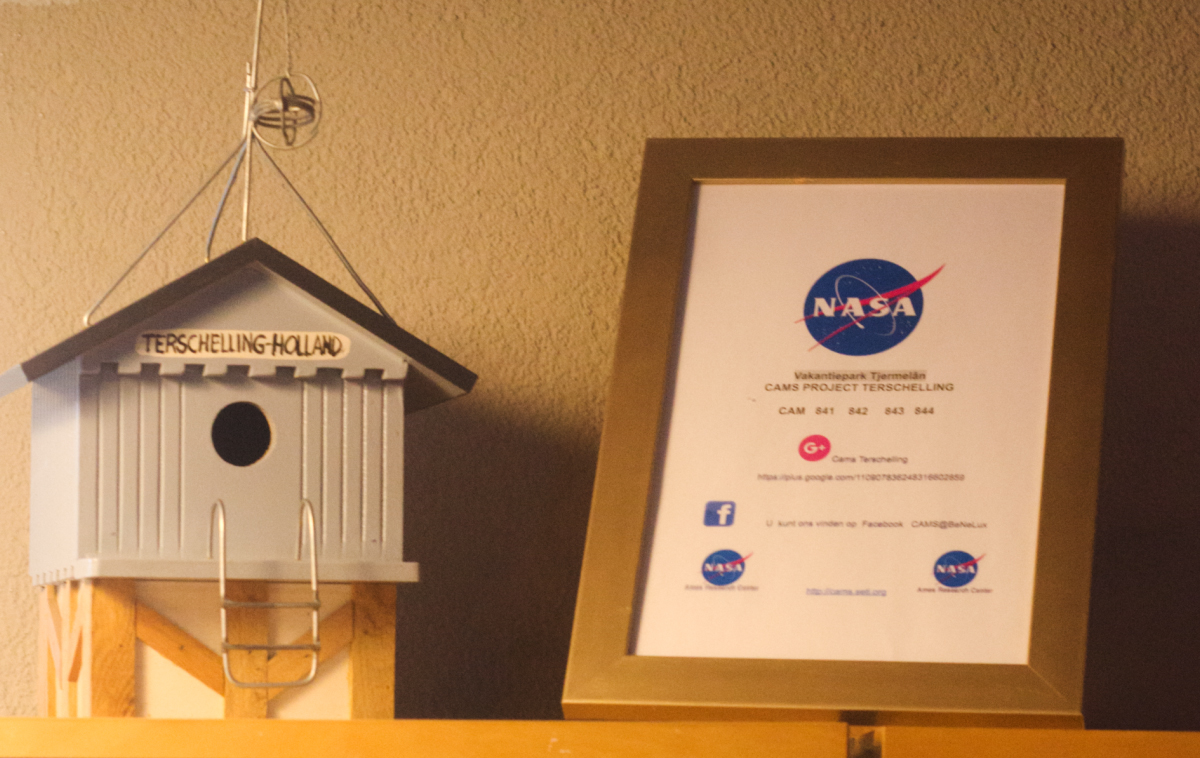
De oorkonde met de officiële NASA cameranummers 841, 842, 843 en 844 is tentoongesteld in het Dark Sky gedeelte van de ontvangstruimte van vakantiepark Tjermelân op Terschelling.